# Vipio illusor
Vipio illusor är en stekelart som först beskrevs av Johann Christoph Friedrich Klug 1817.  Vipio illusor ingår i släktet Vipio och familjen bracksteklar.

## Underarter
Arten delas in i följande underarter:
- V. i. szepligetii
- V. i. nigroscutellatus